# Буряківський Юрій Олександрович
Ю́рій Олекса́ндрович Бурякі́вський (4 червня 1914 Речиця — 18 липня 1973, Київ) — український радянський письменник, драматург; член Спілки радянських письменників України з 1947 року.

## Життєпис
Народився 22 травня [4 червня] 1914 року у місті Речиці (нині Гомельська область, Білорусь) у сім'ї службовця. 1928 року закінчив семирічну школу, 1932 року — трирічну школу фабрично-заводського навчання.
Після закінчення навчання, як юний кореспондент, був направлений в київську молодіжну газету «Молодий пролетар»; з 1934 року працював у газеті «Комсомолець України» і з того часу почав виступати у пресі з нарисами і літературно-критичними статтями.
З червня 1936 року у Червоній армії. Писав оповідання, які пізніше утворили книгу «Місто, не зазначене на карті». Член ВКП(б) з 1939 року.
Після демобілізації працював у газеті «Комуніст». Як спеціальний кореспондент «Комуніста» брав участь у радянсько-фінській війні. Опублікував у журналах низку «Фінських новел».
Під час німецько-радянської війни працював в армійській газеті «За честь Батьківщини», писав нариси і оповідання. Мав військові звання старшого політрука, капітана, майора. Нагороджений двома орденами Червоної Зірки (21 січня 1943; 4 жовтня 1943), медалями «За бойові заслуги» (31 серпня 1942), «За перемогу над Німеччиною» (9 травня 1945). У 1944—1945 роках перебував на Закарпатті.
Помер у Києві 18 липня 1973 року.

## Творчість
Писав українською і російською мовами. У творчому спадку:
- Збірка оповідань і нарисів «Ріки шумлять» (1946)[a];
- Літературний запис розповіді Євгена Патона «Спогади Патона: Документальна повість» (1954, російською мовою)[b];
- Збірка оповідань та нарисів «Розповіді моїх друзів» (1959);
- Збірка оповідань «На світі варто жити» (1962, російською мовою)[c];
- Збірка оповідань «Вітри різних широт» (1964, російською мовою)[d];
- Роман-дилогія «Не зречуся!» (книги 1–2, 1971—1974, російською мовою)[e];

п'єси
- «Зелена ракета» (1946);
- «Юліус Фучик» (1949; у редакції 1951 року — «Прага залишається моєю»; поставлена у понад 70 театрах Радянського Союзу і десятках театрів за кордоном[7][f]: Київським українським драматичним театром імені Івана Франка, 1950[g]; Театром Радянської армії Одеського військового округу, 1951[h][9], Сталінська премія, 1952[9]; Празьким національним театром, 1951[i]; Театром «Берлінер ансамбль», 1951[j])[k];
- «Дім з двома антенами» («Спрага», 1965);
- «Ніч перед чудом» (1968—1973);
- «Її перший крок» («Година пік», 1970).

Автор кіносценарію до фільму «Світ, повернутий до сонця» (1964, Українська студія хронікально-документальних фільмів).
Переклав п'єсу Самуїла Альошина «Все залишається людям».

## Виноски
1. ↑  Відтворено революційну боротьбу трудящих Закарпаття за соціальне і національне визволення[6].
2. ↑  Перекладений англійською, французькою, іспанською та корейською мовами[5].
3. ↑  Про героїку німецько-радянської війни[6].
4. ↑  Про героїку німецько-радянської війни[6].
5. ↑  Присвячений життю Юліуса Фучика.
6. ↑  Зокрема у театрах у Будапешті, Бухаресті, Відні, Пекіні, Шанхаї та інших містах[8].
7. ↑  Режисер Бенедикт Норд, у головні ролі — Віктор Добровольський[9].
8. ↑  У головній ролі — Аркадій Аркадьєв[9]
9. ↑  Режисер Я. Шкода[9].
10. ↑  У головній ролі Ернст Буш[9].
11. ↑  Перекладена на грузинську, татарську, латвійську, казахську та інші мови народів СРСР[8]).